# Actinostemma
Actinostemma – rodzaj roślin z rodziny dyniowatych (Cucurbitaceae). Obejmuje dwa gatunki występujące w Azji południowo-wschodniej od Indii po Japonię i Rosyjski Daleki Wschód. Z roślin tych wytwarza się olej spożywczy.

## Systematyka
Pozycja według APweb (aktualizowany system APG IV z 2016)
Jeden z rodzajów rodziny dyniowatych (Cucurbitaceae) z rzędu dyniowców (Cucurbitales) należącego do dwuliściennych właściwych.
Wykaz gatunków
- Actinostemma lobatum (Maxim.) Maxim. ex Franch. & Sav.
- Actinostemma tenerum Griff.